# Pentti Glan
Pentti 'Whitey' Glan (Finland, 8 juli 1946 – Innisfil, 7 november 2017) was een Fins/Canadees rockdrummer.

## Biografie
Glans eerste serieuze band was de Canadese soulband The Rogues (later Mandala genoemd) die hij oprichtte met toetsenist Josef Chirowski en bassist Don Elliot. Ze hadden samengewerkt in andere bands zoals Whitey & The Roulettes. Mandala had hun eerste hitsingle met Opportunity met de oorspronkelijke zanger George Olliver, opgenomen bij Chess Records. In 1966 speelde Glan verschillende shows met Mandala in Ontario en nam hij de eerste twee demosongs van zijn carrière op (I Can't Hold Out No Longer en I'll Make It Up To You). Roy Kenner had George Olliver vervangen. Toen ze hun eerste shows in de Verenigde Staten speelden, traden ze op in de Whisky a Go Go. Ze namen hun enige album Soul Crusade op in 1968, dat de hitsingle Loveitis opleverde, maar ze gingen in 1969 uit elkaar na verschillende bezettingswisselingen en slechte albumverkopen.
Hij formeerde in 1971 de band Bush met de Mandala-bandleden Domenic Troiano, Roy Kenner en Prakash John. Ze brachten een titelloos album uit en toerden met Steppenwolf, waarna ze uit elkaar gingen. Glan werd sessiedrummer en speelde op de eerste en tweede soloalbums van John Kay van Steppenwolf. In 1974 begon Glan te toeren met Lou Reed en speelde hij op twee live-albums en één studioalbum. In 1975 voegde Glan zich bij Alice Cooper voor de opname van zijn eerste soloalbum Welcome To My Nightmare en de daaropvolgende tournee en verscheen later op het live-album The Alice Cooper Show. Glan toerde van 1975 tot 1979 met Alice Cooper tijdens de "Madhouse Tour" en ondersteunde Coopers From the Inside-album. Hij verscheen ook in de film The Rose als de drummer van The Rose Band. 

## Overlijden
Pentti Glan overleed in november 2017 op 71-jarige leeftijd aan de gevolgen van longkanker.

## Discografie
- 1968: Mandala - Soul Crusade
- 1970: Bush - Bush
- 1972: John Kay - Forgotten Songs and Unsung Heroes
- 1972: Domenic Troiano - Domenic Troiano
- 1973: John Kay - My Sportin' Life
- 1974: Lou Reed - Rock 'n' Roll Animal
- 1974: Lou Reed - Sally Can't Dance
- 1974: Anne Murray - Highly Prized Possession
- 1975: Lou Reed - Lou Reed Live
- 1975: Alice Cooper - Welcome to My Nightmare
- 1976: Klaatu - 3:47 EST
- 1977: Alice Cooper - The Alice Cooper Show
- 1977: American Flyer - Spirit Of A Woman
- 1979: Bette Midler - The Rose (soundtrack)
- 1981: Stella McNicol - Qué Nota!
- 1984: David Wilcox - Bad Reputation
- 2007: Downchild Blues Band - Come On In
- 2008: Rex Mann - Northbound